# Pashupatinath

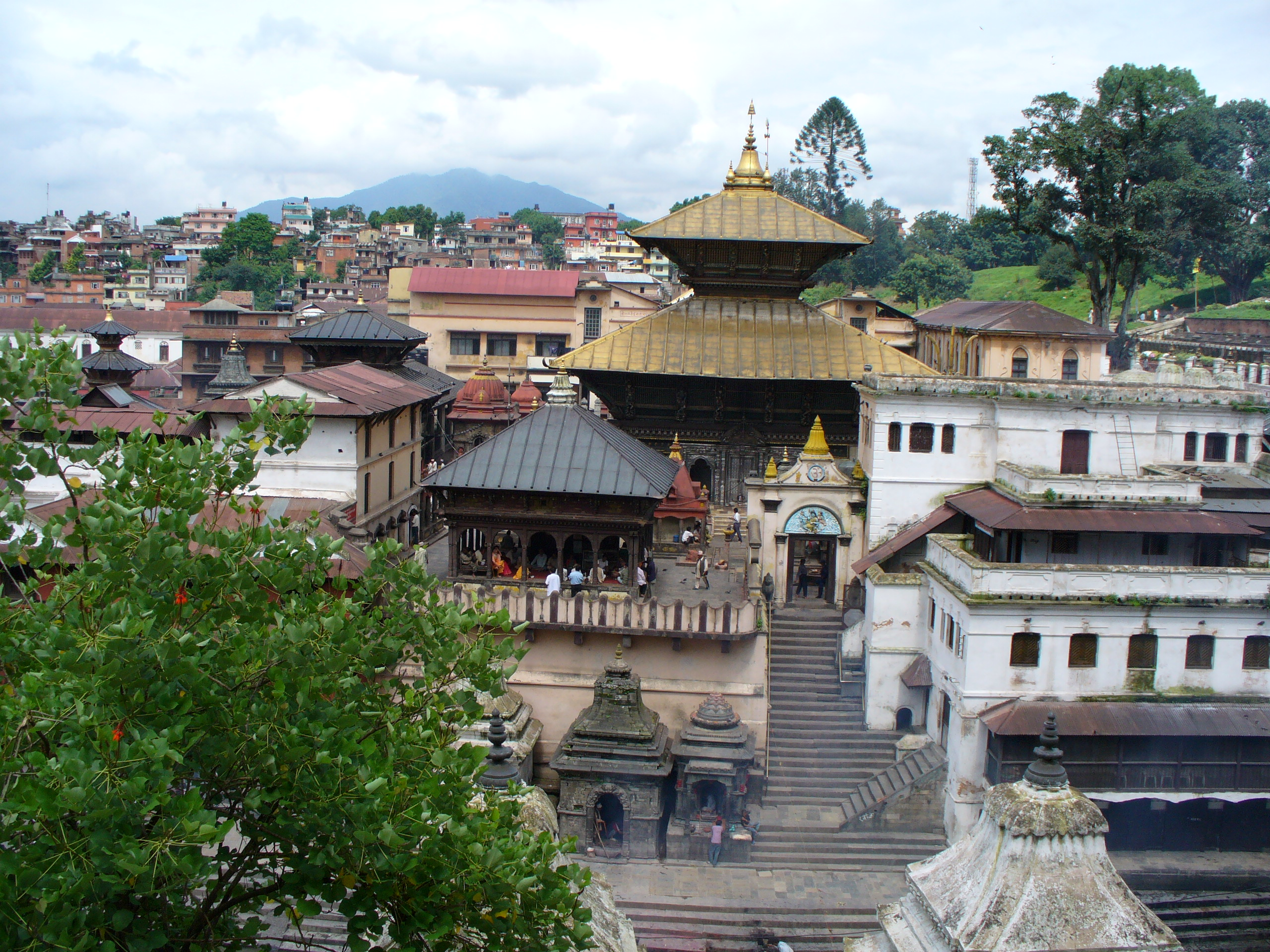
Blick auf den nur für Hindus zugänglichen Teil von Pashupatinath

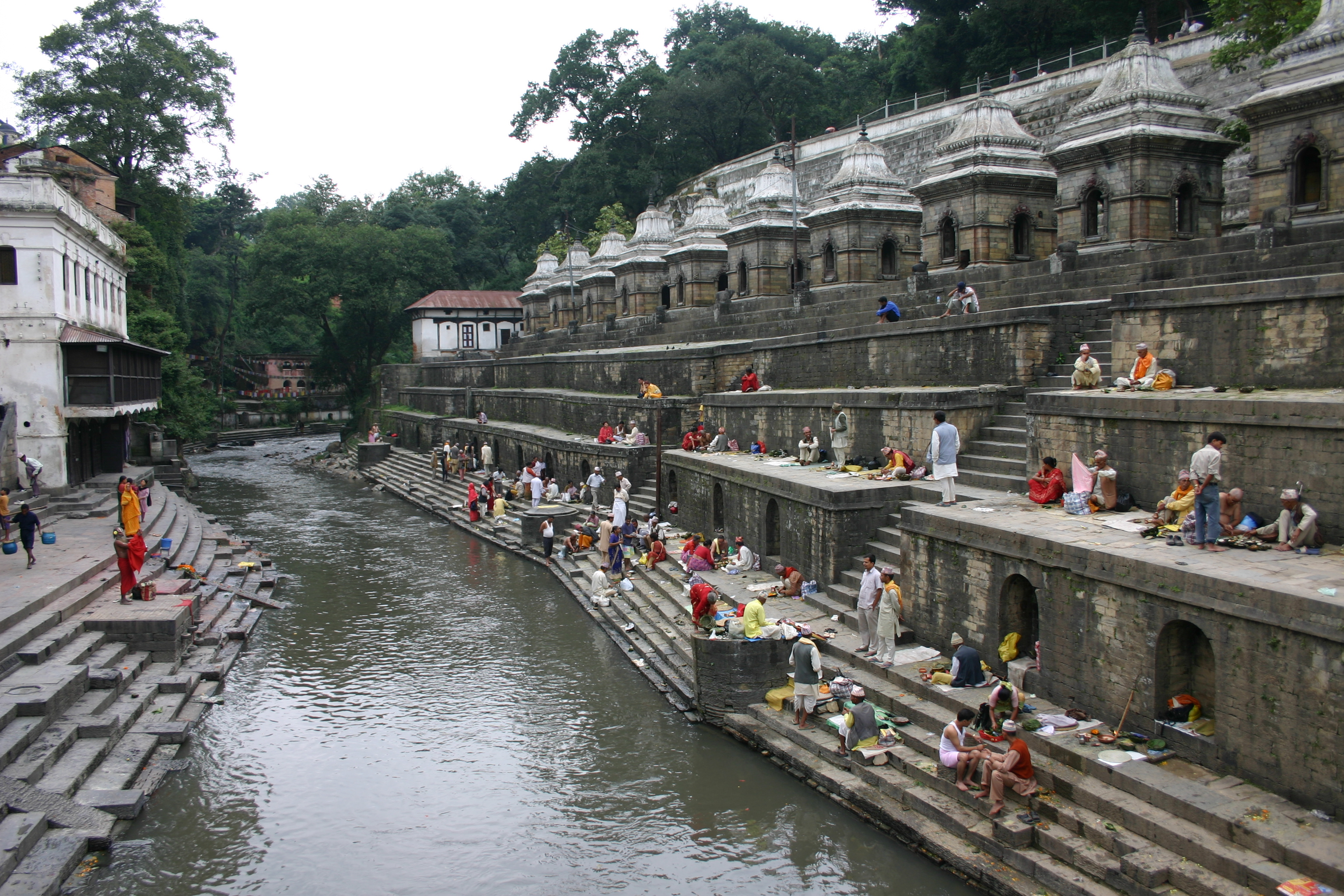
Arya Ghats (links), Pandra Shivalaya Komplex (rechts) – 15 Schreine, die zu Ehren verstorbener Persönlichkeiten errichtet wurden

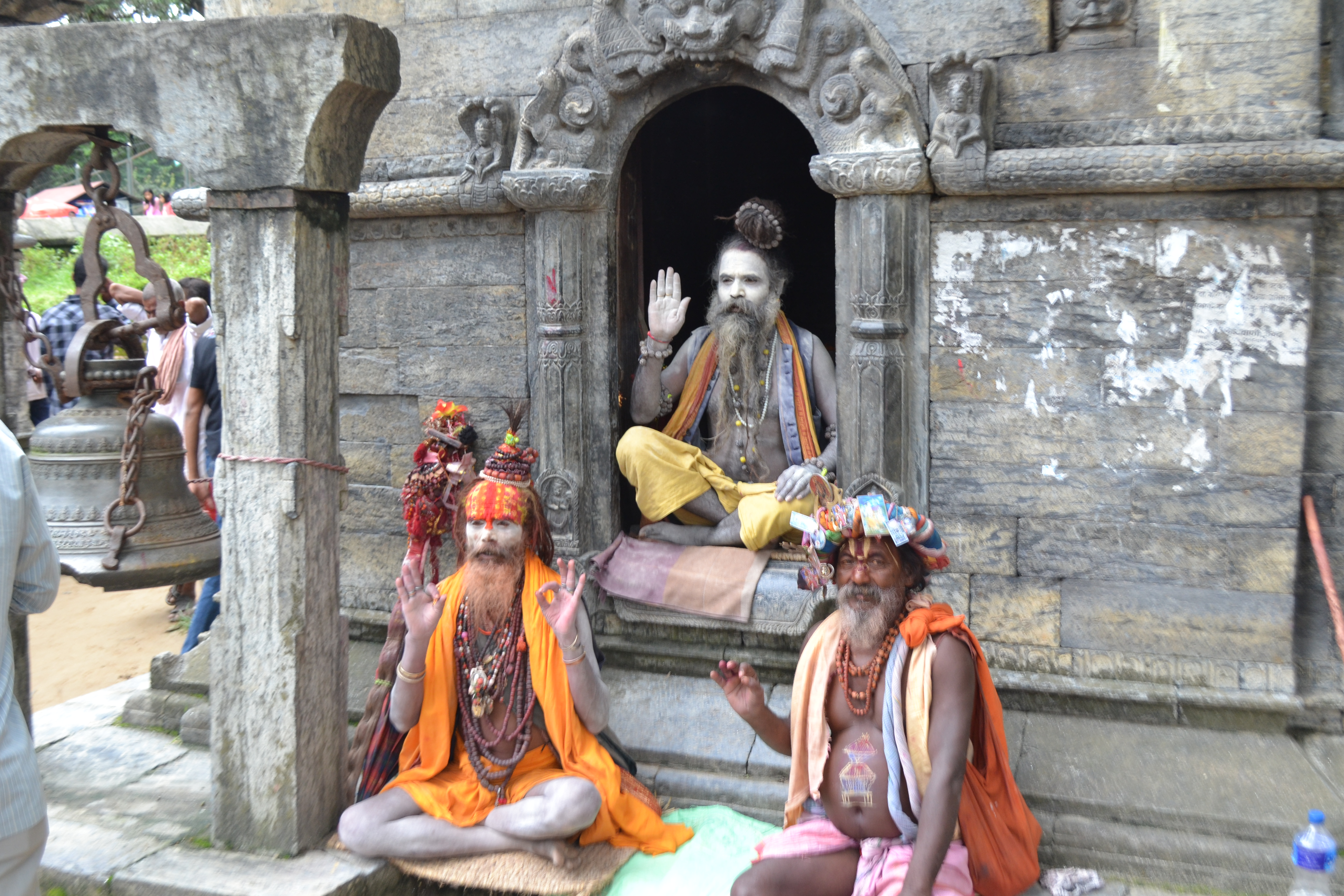
Betende Sadhus umlagern die Tempelanlage

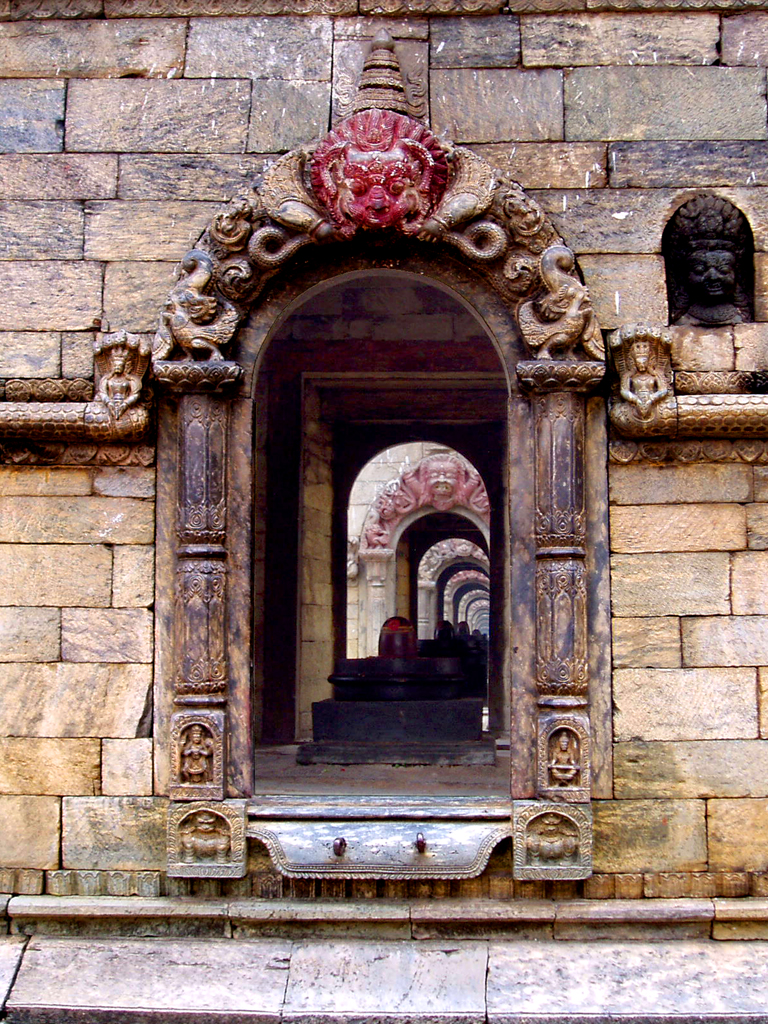
Schrein des Pandra Shivalaya-Komplexes mit Lingam

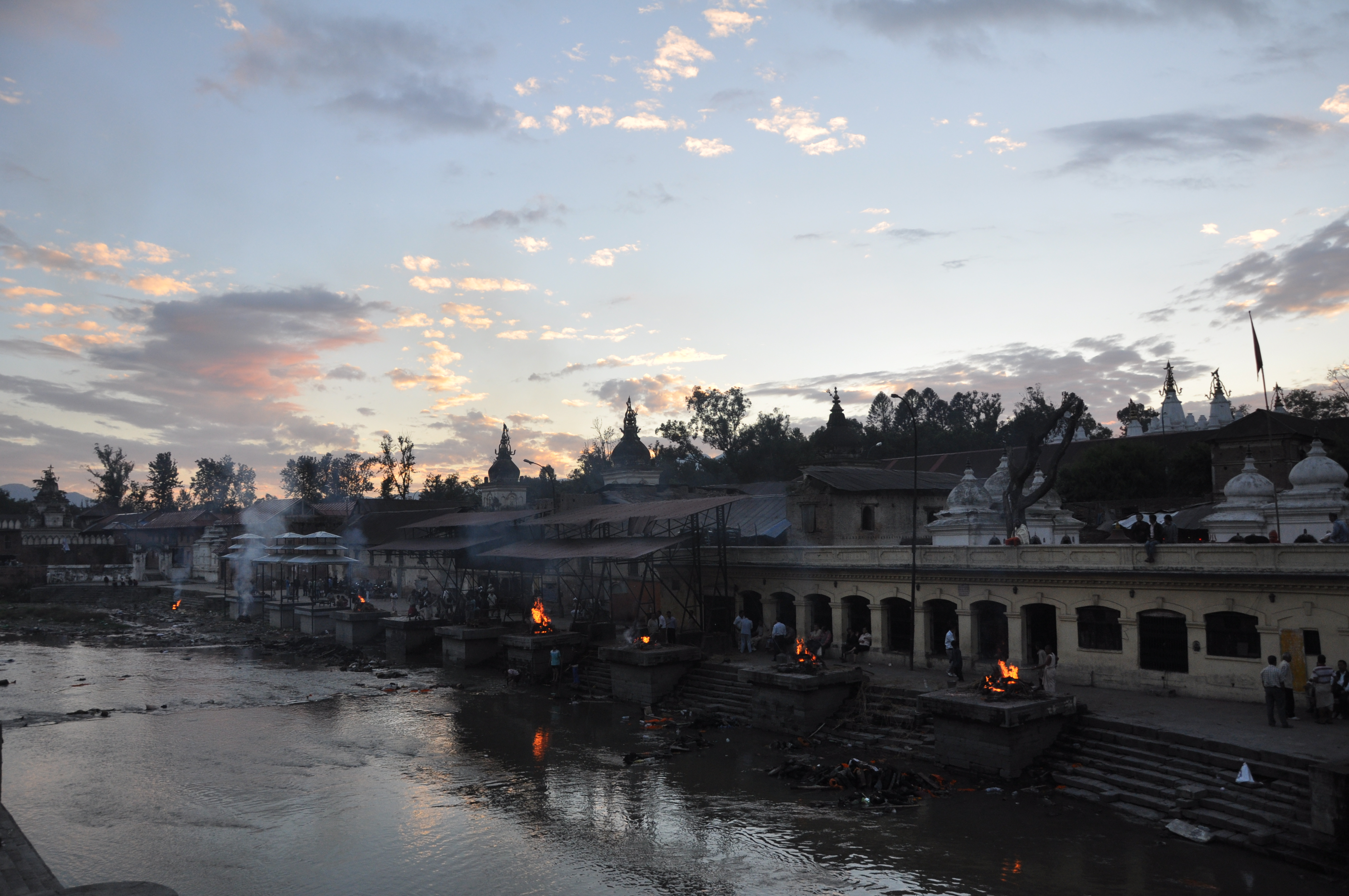
Zahlreiche Feuer brennen an den Surya Ghats

Pashupatinath (auch Pashu Pati Nath oder Pashupati Nath, wörtlich: „Herr des Lebens“ oder auch „Herr alles Lebendigen“, nepali: पशुपतिनाथ Paṣupatināth) bei Kathmandu in Nepal ist eine der wichtigsten Tempelstätten des Hinduismus. Für viele Shivaiten gehört der Tempel zu den wichtigsten Verehrungsstätten Shivas und zählt für einige zu den Jyotirlingas. Tausende von Hindus, die von weither anreisen, feiern hier jedes Frühjahr das Fest Shivaratri. Das Heiligtum wurde mit den anderen Sehenswürdigkeiten des Kathmandutals bereits im Jahr 1979 als Weltkulturerbe der UNESCO klassifiziert.

## Lage
Der Tempelbezirk von Pashupatinath liegt an den Ufern des über den Koshi in den Ganges mündenden Bagmati-Flusses ca. 4 km (Fahrtstrecke) östlich von Kathmandu in einer Höhe von ca. 1315 m.

## Geschichte
Es wird vermutet, dass hier schon in vorchristlicher Zeit eine heilige Stätte bestand. Der Pashupati-Tempel wurde erstmals im 5. Jahrhundert errichtet und – nach Zerstörungen im Jahr 1343 durch Shamsuddin Ilyas Shah, dem späteren Begründer des Sultanats von Bengalen – unter der Malla-Dynastie (1201–1769) erneuert. Beim Erdbeben des Jahres 2015 fielen einige kleinere Nebenschreine in sich zusammen oder wurden beschädigt.

## Shiva-Tempel
Hier wird Shiva als Pashupati („Gott des Lebens“ – Pashu = „Leben“) verehrt. Der eigentliche Tempel ist nur für Hindus zugänglich, der äußere Tempelbezirk darf hingegen von jedermann betreten werden. Der Tempel bildet eine Pagode mit zwei Dachebenen, die mit vergoldetem Kupfer bedeckt sind. Die vier Eingangstüren sind mit Silberplatten bekleidet. In der Cella (garbhagriha) im Inneren des Tempels befindet sich ein ca. 1,80 m hoher viergesichtiger Shiva-Lingam mit einem Durchmesser von etwa 1,10 m hat. Er darf ausschließlich von vier Priestern (bhattas) berührt werden, die immer aus dem Süden Indiens stammen müssen; daneben gibt es noch zahlreiche, mit Hilfsaufgaben betraute Priester niederen Ranges (bhandaris).

## Leichenverbrennung am Bagmati
Der Bagmati teilt die Anlage in zwei große Bereiche. Auf dem rechten Ufer des Bagmati liegen der Pashupatinath-Tempel und die Verbrennungsstätten, die Arya Ghats (Verbrennungsstätten der höheren Kasten) und die Surya Ghats (Verbrennungsstätten der niederen Kasten). Dieser Ort hat für viele Gläubige als Platz für die „letzten Riten“ besondere Bedeutung: es gilt als erstrebenswert, seine Leiche hier verbrennen zu lassen. 
Die meist in gelbe Tücher gehüllte Leiche wird zu den Verbrennungsstätten getragen, wo ein Scheiterhaufen errichtet wird. Vor der Verbrennung bespritzt man die Leiche mit dem Wasser des heiligen Flusses oder wäscht die Füße im Wasser. Die Leiche wird dann von oben mit feuchtem Stroh bedeckt. Wenn die Familie es sich leisten kann, verwendet man zur Verbrennung neben normalem Holz zusätzlich das kostbare, duftende Sandelholz. Der älteste Sohn umschreitet dann den Scheiterhaufen fünfmal im Uhrzeigersinn (pradakshina), entsprechend der heiligen Zahl fünf, die im Hinduismus die fünf Elemente Erde, Wasser, Feuer, Wind und Akasha, den Äther, repräsentiert. Danach zündet er (ersatzweise die älteste Tochter oder ein Priester) mit einem in flüssiger Butter (ghee) getränkten Strohbüschel den Scheiterhaufen in der Nähe des Kopfes an. Aber auch andere Stellen des Scheiterhaufens werden angezündet. Die Familie und Freunde des Toten bleiben während der Verbrennung der Leiche in der Nähe, während ein Mann in weißem Gewand mit einem Stock den Scheiterhaufen immer wieder so richtet, dass alles verbrennt. Die Füße des Toten stehen zunächst etwas über den Scheiterhaufen hinaus und werden dann bei fortschreitender Verbrennung in das Feuer geschoben. Nach etwa vier Stunden ist die Leiche zu Asche verbrannt. Die Asche und unvollständig verbrannte Scheite werden in den Fluss geschoben. Nicht verbrannter Schmuck etc. wird zuvor aus der Asche entfernt.

## Witwenverbrennung am Bagmati
In früheren Zeiten folgte manchmal auch – mehr oder weniger freiwillig – die Witwe eines Verstorbenen ihrem Mann auf dem Scheiterhaufen in den Tod (sati). Diese bereits in römischen Quellen überlieferte Praxis ist jedoch seit dem 19. Jahrhundert verboten.